# Ram Baran Yadav
Ram Baran Yadav, (nepali: रामवरण यादव) född 4 februari 1948 i Sapahi, är en nepalesisk politiker och läkare som var Nepals president mellan juli 2008 och oktober 2015. När monarkin avskaffades i juli 2008 blev han vald till Nepals första president och efterträdde därigenom kung Gyanendra som landets statschef. Han efterträddes 2015 av Bidhya Devi Bhandari.